# ATP-toernooi van San José
Het ATP-toernooi van San José was een jaarlijks terugkerend tennistoernooi voor mannen dat werd gehouden in de Amerikaanse stad San José. Het toernooi werd sinds 1889 gehouden, voordat het toernooi in 1994 naar San José verhuisde werd het meestal in Berkeley of San Francisco gehouden. Sinds 2014 vond het toernooi niet meer plaats.

## Finales

### Enkelspel
| Jaar                      | Winnaar                | Runner-up             | Score                     |
| San José, Californië      | San José, Californië   | San José, Californië  | San José, Californië      |
| ------------------------- | ---------------------- | --------------------- | ------------------------- |
| 2013                      | Milos Raonic (3)       | Tommy Haas            | 6-4, 6-3                  |
| 2012                      | Milos Raonic (2)       | Denis Istomin         | 7-6(3), 6-2               |
| 2011                      | Milos Raonic (1)       | Fernando Verdasco     | 7-6(6), 7-6(5)            |
| 2010                      | Fernando Verdasco      | Andy Roddick          | 3-6, 6-4, 6-4             |
| 2009                      | Radek Štěpánek         | Mardy Fish            | 3-6, 6-4, 6-2             |
| 2008                      | Andy Roddick (3)       | Radek Štěpánek        | 6-4, 7-5                  |
| 2007                      | Andy Murray (2)        | Ivo Karlović          | 6-7(3), 6-4, 7-6(2)       |
| 2006                      | Andy Murray (1)        | Lleyton Hewitt        | 2-6, 6-1, 7-6             |
| 2005                      | Andy Roddick (2)       | Cyril Saulnier        | 6-0, 6-4                  |
| 2004                      | Andy Roddick (1)       | Mardy Fish            | 7-6(13), 6-4              |
| 2003                      | Andre Agassi (5)       | Davide Sanguinetti    | 6-3, 6-1                  |
| 2002                      | Lleyton Hewitt         | Andre Agassi          | 4-6, 7-6 (6), 7-6 (4)     |
| 2001                      | Greg Rusedski          | Andre Agassi          | 6-3, 6-4                  |
| 2000                      | Mark Philippoussis (2) | Mikael Tillström      | 7-5, 4-6, 6-3             |
| 1999                      | Mark Philippoussis (1) | Cecil Mamiit          | 6-3, 6-2                  |
| 1998                      | Andre Agassi (4)       | Pete Sampras          | 6-2, 6-4                  |
| 1997                      | Pete Sampras (2)       | Greg Rusedski         | 3-6, 5-0, opgave          |
| 1996                      | Pete Sampras (1)       | Andre Agassi          | 6-2, 6-3                  |
| 1995                      | Andre Agassi (3)       | Michael Chang         | 6-2, 1-6, 6-3             |
| 1994                      | Jason Stoltenberg      | Michael Chang         | 3-6, 6-3, 7-5             |
| San Francisco, Californië |                        |                       |                           |
| 1993                      | Andre Agassi (2)       | Brad Gilbert          | 6-2, 6-7(4), 6-2          |
| 1992                      | Michael Chang (2)      | Jim Courier           | 6-3, 6-3                  |
| 1991                      | Darren Cahill          | Brad Gilbert          | 6-2, 3-6, 6-4             |
| 1990                      | Andre Agassi (1)       | Todd Witsken          | 6-1, 6-3                  |
| 1989                      | Brad Gilbert           | Anders Järryd         | 7-5, 6-2                  |
| 1988                      | Michael Chang (1)      | Johan Kriek           | 6-2, 6-3                  |
| 1987                      | Peter Lundgren         | Jim Pugh              | 6-1, 7-5                  |
| 1986                      | John McEnroe (5)       | Jimmy Connors         | 7-6, 6-3                  |
| 1985                      | Stefan Edberg          | Johan Kriek           | 6-4, 6-2                  |
| 1984                      | John McEnroe (4)       | Brad Gilbert          | 6-4, 6-4                  |
| 1983                      | Ivan Lendl             | John McEnroe          | 3-6, 7-6, 6-4             |
| 1982                      | John McEnroe (3)       | Jimmy Connors         | 6-1, 6-3                  |
| 1981                      | Eliot Teltscher        | Brian Teacher         | 6-3, 7-6                  |
| 1980                      | Gene Mayer             | Eliot Teltscher       | 6-2, 2-6, 6-1             |
| 1979                      | John McEnroe (2)       | Peter Fleming         | 4-6, 7-5, 6-2             |
| 1978                      | John McEnroe (1)       | Dick Stockton         | 2-6, 7-6, 6-2             |
| 1977                      | Butch Walts            | Brian Gottfried       | 4-6, 6-3, 7-5             |
| 1976                      | Roscoe Tanner          | Brian Gottfried       | 4-6, 7-5, 6-1             |
| 1975                      | Arthur Ashe (2)        | Guillermo Vilas       | 6-0, 7-6(4)               |
| 1974                      | Ross Case              | Arthur Ashe           | 6-3, 5-7, 6-4             |
| 1973                      | Roy Emerson            | Björn Borg            | 5-7, 6-1, 6-4             |
| Albany, Californië        |                        |                       |                           |
| 1972                      | Jimmy Connors          | Roscoe Tanner         | 6-2, 7-6                  |
| Berkeley, Californië      |                        |                       |                           |
| 1971                      | Rod Laver              | Ken Rosewall          | 6-4, 6-4, 7-6             |
| 1970                      | Arthur Ashe (1)        | Cliff Richey          | 6-4, 6-2, 6-4             |
| 1969                      | Stan Smith (2)         | Cliff Richey          | 6-2, 6-3                  |
| 1968                      | Stan Smith (1)         | Jim McManus           | 10-8, 6-1, 6-1            |
| 1967                      | Charles Pasarell       | Cliff Richey          | 7-5, 8-6                  |
| 1966                      | Fred Stolle            | Charles Pasarell      | 6-4, 2-6, 6-4             |
| 1965                      | Marty Riessen          | Dennis Ralston        | 5-7, 3-6, 6-1, 6-4, 8-6   |
| 1964                      | Manuel Santana         | Pierre Darmon         | 4-6, 7-5, 8-6, 7-5        |
| 1963                      | Rafael Osuna           | Whitney Reed          | 3-6, 6-4, 6-1, 6-1        |
| 1962                      | Jan-Erik Lundquist     | Dennis Ralston        | 3-6, 6-1, 6-3, 6-4        |
| 1961                      | Antonio Palafox        | Jim McManus           | 7-5, 6-3                  |
| 1960                      | Barry MacKay (2)       | Jack Douglas          | 6-3, 6-2, 6-4             |
| 1959                      | Barry MacKay (1)       | Ramanathan Krishnan   | 7-5, 6-4, 1-6, 6-2        |
| 1958                      | Budge Patty            | Mike Davies           | 6-4, 7-5, 13-15, 6-2      |
| 1957                      | Sven Davidson          | Vic Seixas            | 7-5, 0-6, 6-1, 6-4        |
| 1956                      | Ashley Cooper          | Luis Ayala            | 4-6, 6-3, 6-4, 6-4        |
| 1955                      | Tony Trabert (3)       | Vic Seixas            | 4-6, 6-3, 6-4, 7-5        |
| 1954                      | Tony Trabert (2)       | Vic Seixas            | 6-3, 6-4, 6-3             |
| 1953                      | Tony Trabert (1)       | Vic Seixas            | 7-5, 6-3, 6-2             |
| 1952                      | Richard Savitt         | Art Larsen            | 10-8, 6-3, 6-4            |
| 1951                      | Ted Schroeder (3)      | Vic Seixas            | 6-4, 6-4, 6-2             |
| 1950                      | Art Larsen             | Herbert Flam          | 4-6, 6-3, 6-3, 6-2        |
| 1949                      | Ted Schroeder (2)      | Eric Sturgess         | 6-1, 6-3, 6-1             |
| San Francisco, Californië |                        |                       |                           |
| 1948                      | Ted Schroeder (1)      | Pancho Gonzales       | 6-4, 4-6, 6-3, 6-1        |
| 1947                      | Jack Kramer (2)        | Tom Brown             | 6-2, 8-6                  |
| 1946                      | Jack Kramer (1)        | Eddie Moylan          | 7-5, 4-6, 7-5, 6-3        |
| 1945                      | Tom Brown (2)          | Harry Likas           | 6-2, 2-6, 6-3             |
| 1944                      | Edwin Amark            | P. Morley Lewis       | 6-4, 6-4, 6-2             |
| 1943                      | Jack Jossi             | Norman Brooks         | 6-3, 7-5, 6-0             |
| 1942                      | Tom Brown (1)          | William Canning, Jr.  | 4-6, 5-7, 6-1, 6-2, 6-1   |
| Berkeley, Californië      |                        |                       |                           |
| 1941                      | Frank Kovacs           | Bobby Riggs           | 6-2, 6-2, 6-1             |
| 1940                      | Bobby Riggs (2)        | Frank Kovacs          | 6-4, 2-6, 6-2, 6-2        |
| 1939                      | Bobby Riggs (1)        | Frank Kovacs          | 6-3, 2-6, 6-4, 2-6, 7-5   |
| 1938                      | Harry Hopman           | Jack Tidball          | 5-7, 6-2, 7-5, 8-6        |
| 1937                      | Don Budge (3)          | Bobby Riggs           | 4-6, 6-3, 6-2, 6-4        |
| 1936                      | Don Budge (2)          | Walter Senior         | 6-1, 6-0, 6-3             |
| 1935                      | Don Budge (1)          | Bobby Riggs           | 6-2, 6-0, 7-9, 6-4        |
| 1934                      | Fred Perry (2)         | Don Budge             | 3-6, 6-4, 7-5, 1-6, 7-5   |
| San Francisco, Californië |                        |                       |                           |
| 1933                      | Lester Stoefen         | Keith Gledhill        | 3-6, 4-6, 6-4, 9-7, 6-3   |
| 1932                      | Fred Perry (1)         | Henry Austin          | 3-6, 6-4, 8-6, 6-1        |
| 1931                      | Ellsworth Vines        | Fred Perry            | 6-3, 21-19, 6-0           |
| Berkeley, Californië      |                        |                       |                           |
| 1930                      | George Lott            | Keith Gledhill        | 6-3, 6-2, 6-1             |
| 1929                      | Robert Seller          | Gerald Stratford      | 6-4, 6-2, 3-6, 1-6, 6-4   |
| 1928                      | Cranston Holman        | Robert Seller         | 6-3, 7-5, 3-6, 6-1        |
| 1927                      | Bill Johnston (10)     | Gerald Stratford      | 5-7, 6-3, 6-2, 4-6, 6-1   |
| 1926                      | Bill Johnston (9)      | Clarence Griffin      |                           |
| 1925                      | Bill Johnston (8)      | Clarence Griffin      | 6-2, 6-1, 6-4             |
| 1924                      | Howard Kinsey (2)      | Clarence Griffin      | 2-6, 5-7, 6-2, 7-5, 6-4   |
| 1923                      | Howard Kinsey (1)      | Clarence Griffin      |                           |
| 1922                      | Bill Johnston (7)      | William Tilden        | 7-5, 7-9, 6-1, 6-0        |
| 1921                      | Bill Johnston (6)      | Roland Roberts        | 6-4, 6-3, 6-3             |
| 1920                      | Willis E. Davis        | Clarence Griffin      | 10-8, 6-4, 2-6, 6-3       |
| 1919                      | Bill Johnston (5)      | Roland Roberts        |                           |
| 1918                      | Roland Roberts         | Victor Breeden        | 6-3, 6-4, 10-8            |
| 1917                      | Bill Johnston (4)      | John R. Strachan      | 6-3, 0-6, 6-1, 4-6, 6-2   |
| 1916                      | Bill Johnston (3)      | Clarence Griffin      | 9-7, 7-5, 6-8, 8-6        |
| 1915                      | Herbert L. Hahn        | H. Van Dyke Johns     | 6-1, 6-4, 3-6, 6-1        |
| 1914                      | Bill Johnston (2)      | Elia Fottrell         | 6-4, 6-0, 6-2             |
| 1913                      | Bill Johnston (1)      | John R. Strachan      | 6-1, 6-2, 3-6, 4-6, 6-4   |
| 1912                      | Maurice McLoughlin(3)  | Melville H. Long      |                           |
| 1911                      | Maurice McLoughlin(2)  | Melville H. Long      | 6-4, 6-3, 6-2             |
| 1910                      | Melville H. Long (3)   | George C. Janes       | 6-0, 6-3, 6-1             |
| 1909                      | George C. Janes        | Charles S. Rogers     | 5-7, 6-3, 6-3, 6-4        |
| 1908                      | Melville H. Long (2)   | Maurice McLoughlin    | 8-10, 6-8, 6-4, 11-9, 6-0 |
| 1907                      | Maurice McLoughlin(1)  | Melville H. Long      | 13-11, 6-4, 5-7, 4-6, 6-4 |
| 1906                      | Melville H. Long (1)   | George C. Janes       | 6-2, 7-5, 6-2             |
| 1905                      | George C. Janes        | Frederick Adams       | 6-0, 4-6, 5-7, 6-4, 6-3   |
| 1904                      | John D. MacGavin       | Alphonzo Edward Bell  | 6-2, 6-3, 3-6, 15-13      |
| 1903                      | Alphonzo Edward Bell   | Louis R. Freeman      | 6-3, 7-5, 11-9            |
| 1902                      | Louis R. Freeman       | William Collier       | 6-4, 6-4, 6-3             |
| 1901                      | George F. Whitney (4)  | Alphonzo Edward Bell  | 4-6, 6-1, 6-2, 7-5        |
| 1900                      | George F. Whitney (3)  | Sumner Hardy          | 6-2, 6-4, 6-4             |
| San Rafael, Californië    |                        |                       |                           |
| 1899                      | George F. Whitney (2)  | Sumner Hardy          | 4-6, 6-4, 6-1, 6-4        |
| 1898                      | Sumner Hardy (2)       | John Holmes           | 6-3, 2-6, 7-5, 6-1        |
| 1897                      | George F. Whitney (1)  | Samuel Hardy          | 4-6, 1-6, 6-4, 6-4, 8-6   |
| 1896                      | Samuel Hardy (2)       | George F. Whitney     | 6-2, 6-3, 6-2             |
| 1895                      | Sumner Hardy (1)       | Samuel Hardy          | 6-3, 4-6, 8-6, 6-2        |
| 1894                      | Samuel Hardy (1)       | Thomas A. Driscoll    | 6-0, 6-3, 6-1             |
| 1893                      | Thomas A. Driscoll     | Arthur Allen          | 6-3, 6-4, 6-3             |
| 1892                      | William H. Taylor (4)  | Charles P. Hubbard    | 6-3, 6-3, 4-6, 5-7, 6-3   |
| 1891                      | William H. Taylor (3)  | Charles P. Hubbard    | 6-2, 6-1, 5-7, 6-3        |
| 1890                      | William H. Taylor (2)  | Charles R. Yates      | 6-4, 9-7, 6-0             |
| Monterey, Californië      |                        |                       |                           |
| 1889                      | William H. Taylor (1)  | Valentine J. Gadesden | 6-3, 6-1, 6-2             |

### Dubbelspel
| Jaar                      | Winnaar                             | Runner-up                           | Score                |
| San José, Californië      | San José, Californië                | San José, Californië                | San José, Californië |
| ------------------------- | ----------------------------------- | ----------------------------------- | -------------------- |
| 2013                      | Xavier Malisse Frank Moser          | Lleyton Hewitt Marinko Matosevic    | 6-0, 6-7(5), [10-4]  |
| 2012                      | Mark Knowles Xavier Malisse         | Kevin Anderson Frank Moser          | 6-4, 1-6, [10-5]     |
| 2011                      | Scott Lipsky Rajeev Ram             | Alejandro Falla Xavier Malisse      | 6-4, 4-6, [10-8]     |
| 2010                      | Mardy Fish Sam Querrey              | Benjamin Becker Leonardo Mayer      | 7-6(3), 7-5          |
| 2009                      | Tommy Haas Radek Štěpánek           | Rohan Bopanna Jarkko Nieminen       | 6-2, 6-3             |
| 2008                      | Scott Lipsky David Martin           | Bob Bryan Mike Bryan                | 7-6(4), 7-5          |
| 2007                      | Eric Butorac Jamie Murray           | Chris Haggard Rainer Schüttler      | 7-5, 7-6(6)          |
| 2006                      | John McEnroe Jonas Björkman         | Paul Goldstein Jim Thomas           | 7-6(2), 4-6, [10-7]  |
| 2005                      | Wayne Arthurs Paul Hanley           | Yves Allegro Michael Kohlmann       | 7-6(4), 6-4          |
| 2004                      | James Blake Mardy Fish              | Rick Leach Brian MacPhie            | 6-2, 7-5             |
| 2003                      | Lee Hyung-taik Vladimir Voltsjkov   | Paul Goldstein Robert Kendrick      | 7-5, 4-6, 6-3        |
| 2002                      | Wayne Black Kevin Ullyett           | John-Laffnie de Jager Robbie Koenig | 6-3, 4-6, [10-5]     |
| 2001                      | Mark Knowles Brian MacPhie          | Jan-Michael Gambill Jonathan Stark  | 6-3, 7-6(4)          |
| 2000                      | Jan-Michael Gambill Scott Humphries | Lucas Arnold Ker Eric Taino         | 6-1, 6-4             |
| 1999                      | Todd Woodbridge Mark Woodforde      | Aleksandar Kitinov Nenad Zimonjić   | 7-5, 6-7(3), 6-4     |
| 1998                      | Todd Woodbridge Mark Woodforde      | Nelson Aerts André Sá               | 6-1, 7-5             |
| 1997                      | Brian MacPhie Gary Muller           | Mark Knowles Daniel Nestor          | 4-6, 7-6, 7-5        |
| 1996                      | Trevor Kronemann David Macpherson   | Richey Reneberg Jonathan Stark      | 6-4, 3-6, 6-3        |
| 1995                      | Jim Grabb Patrick McEnroe           | Alex O'Brien Sandon Stolle          | 3-6, 7-5, 6-0        |
| 1994                      | Rick Leach Jared Palmer             | Byron Black Jonathan Stark          | 4-6, 6-4, 6-4        |
| San Francisco, Californië |                                     |                                     |                      |
| 1993                      | Scott Davis Jacco Eltingh           | Patrick McEnroe Jonathan Stark      | 6-1, 4-6, 7-5        |
| 1992                      | Jim Grabb Richey Reneberg           | Pieter Aldrich Danie Visser         | 6-4, 7-5             |
| 1991                      | Wally Masur Jason Stoltenber        | Ronnie Båthman Rikard Bergh         | 4-6, 7-6, 6-4        |
| 1990                      | Kelly Jones Robert Van't Hof        | Glenn Layendecker Richey Reneberg   | 2-6, 7-6, 6-3        |
| 1989                      | Pieter Aldrich Danie Visser         | Paul Annacone Christo van Rensburg  | 6-4, 6-3             |
| 1988                      | John McEnroe Mark Woodforde         | Rick Leach Jim Pugh                 | 6-4, 7-6             |
| 1987                      | Jim Grabb Patrick McEnroe           | Glenn Layendecker Todd Witsken      | 6-2, 0-6, 6-4        |
| 1986                      | Peter Fleming John McEnroe          | Mike De Palmer Gary Donnelly        | 6-4, 7-6             |
| 1985                      | Paul Annacone Christo van Rensburg  | Brad Gilbert Sandy Mayer            | 3-6, 6-3, 6-4        |
| 1984                      | Peter Fleming John McEnroe          | Mike De Palmer Sammy Giammalva Jr.  | 6-3, 6-4             |
| 1983                      | Peter Fleming John McEnroe          | Ivan Lendl Vincent Van Patten       | 6-1, 6-2             |
| 1982                      | Fritz Buehning Brian Teacher        | Martin Davis Chris Dunk             | 6-7(5), 6-2, 7-5     |
| 1981                      | Peter Fleming John McEnroe          | Mark Edmondson Sherwood Stewart     | 6-2, 6-2             |
| 1980                      | Peter Fleming John McEnroe          | Gene Mayer Sandy Mayer              | 6-4, 6-3             |
| 1979                      | Peter Fleming John McEnroe          | Wojtek Fibak Frew McMillan          | 6-2, 6-3             |
| 1978                      | Peter Fleming John McEnroe          | Bob Lutz Stan Smith                 | 5-7, 6-4, 6-4        |
| 1977                      | Marty Riessen Dick Stockton         | Fred McNair Sherwood Stewart        | 6-4, 1-6, 6-4        |
| 1976                      | Dick Stockton Roscoe Tanner         | Brian Gottfried Bob Hewitt          | 6-3, 6-4             |
| 1975                      | Fred McNair Sherwood Stewart        | Allan Stone Kim Warwick             | 6-2, 7-6(3)          |
| 1974                      | Bob Lutz Stan Smith                 | John Alexander Syd Ball             | 7-5, 6-7(5), 6-4     |
| 1973                      | Roy Emerson Stan Smith              | Ove Nils Bengtson Jim McManus       | 6-2, 6-1             |

San Francisco:  · ...  · 1990 · 1991 · 1992 · 1993 · San José: 1994 · 1995 · 1996 · 1997 · 1998 · 1999 · 2000 · 2001 · 2002 · 2003 · 2004 · 2005 · 2006 · 2007 · 2008 · 2009 · 2010 · 2011 · 2012 · 2013
ITF-toernooien (mannen en vrouwen)

ATP-toernooien (mannen) – ATP-seizoen 2025

WTA-toernooien (vrouwen) – WTA-seizoen 2025

Voormalige toernooien mannen
Voormalige toernooien vrouwen
Voormalige amateurtoernooien